# Agathokleia

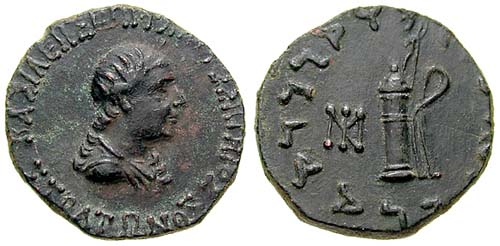
Agathokleias byst på ett mynt.

Agathokleia, född okänt år, död okänt år, var en indisk drottning, regent i det indo-grekiska riket cirka 110–100 f.Kr. 
Hon antas ha varit dotter till en kung. Hon har traditionellt antagits vara änka efter Menander I. Enligt en senare teori var hon snarare änka efter Nicias eller Theophilus av Paropamisadae. 
Agathokleia var regent som förmyndare för sin son, Strato I. Som kvinnlig regent för en barnkung antas hon ha varit kontroversiell i samtida indisk kultur, där samtliga övriga kända regenter avbildades som vuxna män, eftersom en monark betraktades som arméns främsta befälhavare, något varken en kvinna eller ett barn ansågs kunna vara. 
Drottning Agathokleia tycks ha associerat sig med krigsgudinnan Athena, som var den baktriska dynastins familjegud.